# Komisariat Straży Granicznej „Strzepcz”
Komisariat Straży Granicznej „Strzepcz” – jednostka organizacyjna Straży Granicznej pełniąca służbę ochronną na granicy państwowej w latach 1928–1939.

## Geneza
W 1921 w Linii stacjonował sztab 2 kompanii 3 batalionu celnego. Od połowy 1921 jednostki Straży Celnej rozpoczęły przejmowanie odcinków granicy od pododdziałów Batalionów Celnych. Zorganizowano komisariat Straży Celnej „Linja”, który wraz ze swoimi placówkami granicznymi, wszedł w podporządkowanie Inspektoratu Straży Celnej „Kościerzyna”.
W drugiej połowie 1927 przystąpiono do gruntownej reorganizacji Straży Celnej. W praktyce skutkowało to rozwiązaniem tej formacji granicznej.
Rozkazem nr 2 z 19 kwietnia 1928 w sprawach organizacji Pomorskiego Inspektoratu Okręgowego dowódca Straży Granicznej gen. bryg. Stefan Pasławski powołał komisariat Straży Granicznej „Linja”, który przejął ochronę granicy od rozwiązywanego komisariatu Straży Celnej.

## Formowanie i zmiany organizacyjne
Rozporządzeniem Prezydenta Rzeczypospolitej Polskiej Ignacego Mościckiego z 22 marca 1928, do ochrony północnej, zachodniej i południowej granicy państwa, a w szczególności do ich ochrony celnej, powoływano z dniem 2 kwietnia 1928 Straż Graniczną.
Rozkazem nr 2 z 19 kwietnia 1928 w sprawie organizacji Pomorskiego Inspektoratu Okręgowego dowódca Straży Granicznej gen. bryg. Stefan Pasławski przydzielił komisariat „Linja” do Inspektoratu Granicznego nr 6 „Kościerzyna” i określił jego strukturę organizacyjną. Rozkazem nr 12 z 10 stycznia 1930 w sprawie reorganizacji Pomorskiego Inspektoratu Okręgowego dowódca Straży Granicznej płk Jan Jur-Gorzechowski potwierdził organizację komisariatu.
Rozkazem nr 13 z 31 lipca 1939 w sprawach [...] przeniesienia siedzib i zmiany przydziałów jednostek organizacyjnych, komendant Straży Granicznej gen. bryg. Walerian Czuma przeniósł komisariat „Linja” i placówkę II linii do m. Strzepcz.

## Służba graniczna
Kierownik Pomorskiego Inspektoratu Okręgowego Straży Granicznej mjr Józef Zończyk w rozkazie organizacyjnym nr 2 z 8 czerwca 1928 udokładnił linie rozgraniczenia inspektoratu. Granica północna: kamień graniczny nr 186; granica południowa: kamień graniczny nr 360.
Sąsiednie komisariaty
- komisariat Straży Granicznej „Wejherowo” ⇔ komisariat Straży Granicznej „Sierakowice” – 1928

## Funkcjonariusze komisariatu
| Kierownicy/komendanci komisariatu | Kierownicy/komendanci komisariatu | Kierownicy/komendanci komisariatu | Kierownicy/komendanci komisariatu |
| stopień                           | imię i nazwisko                   | okres pełnienia służby            | kolejne stanowisko                |
| --------------------------------- | --------------------------------- | --------------------------------- | --------------------------------- |
| podkomisarz                       | Franciszek Kulig                  | V 1928 -                          |                                   |
| podkomisarz                       | Franciszek Przybylski             | był IX 1930                       |                                   |
| podkomisarz                       | Stefan Leśniak                    | 15 X 1930 –                       |                                   |
| aspirant                          | Jerzy Wojciechowski               | 1 XII 1937 -                      |                                   |
| Zastępcy komendanta komisariatu   |                                   |                                   |                                   |
| starszy strażnik                  | Jan Babiarz                       | 1 V 1939 –                        |                                   |

## Struktura organizacyjna
Organizacja komisariatu w kwietniu 1928, w styczniu 1930 i w 1936:
- komenda – Linja
- placówka Straży Granicznej I linii „Tępcz”[b]
- placówka Straży Granicznej I linii „Tłuczewo”
- placówka Straży Granicznej I linii „Kętszyno”
- placówka Straży Granicznej I linii „Niepoczołowice”
- placówka Straży Granicznej II linii „Linia”[c]